# چیزهای باربی
«چیزهای باربی» (به انگلیسی: Barbie Tingz) ترانه‌ای از رپر نیکی میناژ می‌باشد که در ۱۲ آوریل سال ۲۰۱۸ همراه‌با «چان-لی» از سوی یانگ مانی و کش مانی به‌عنوان تک‌آهنگ منتشر گردید.  این اثر درست مثل «چان-لی» توسط میناژ به‌تنهایی نوشته شده و تهیه‌کنندگی آن را نیز جرمی رید بر عهده داشته‌است. طبق گفتهٔ میناژ، نام رید به دلیل ادلیب‌ها و تهیه‌کنندگی به فهرست نویسندگان اضافه شده‌است. این اثر به‌عنوان قطعهٔ جایزه در نسخه‌های اختصاصی تارگت و ژاپنی چهارمین آلبوم استودیویی میناژ تحت عنوان ملکه (۲۰۱۸) قرار دارد.